# Santiponce
Santiponce ist eine Gemeinde in der Provinz Sevilla in Spanien mit 8.625 Einwohnern (Stand: 2024). Sie ist Teil der Comarca Metropolitana de Sevilla in Andalusien und eine Vorstadt von Sevilla.

## Geografie
Die Gemeinde Santiponce grenzt an La Algaba, Camas, Salteras, Sevilla und Valencina de la Concepción. Die Gemeinde wird auf einer kurzen Strecke vom Guadalquivir durchflossen.

## Geschichte
Die Stadt enthält die Ruinen der römischen Stadt Italica. Die heutige Siedlung geht auf das Jahr 1595 zurück.

## Sehenswürdigkeiten
Das im 14. Jahrhundert gegründete Kloster San Isidoro del Campo befindet sich hier. Es wurde 1872 unter Denkmalschutz gestellt. Daneben befinden sich hier Überreste der römischen Stadt Italica, einschließlich eines Amphitheaters, das mit einem Fassungsvermögen von 25.000 Zuschauern eines der größten des römischen Imperiums war.